# Thomas Gesterkamp

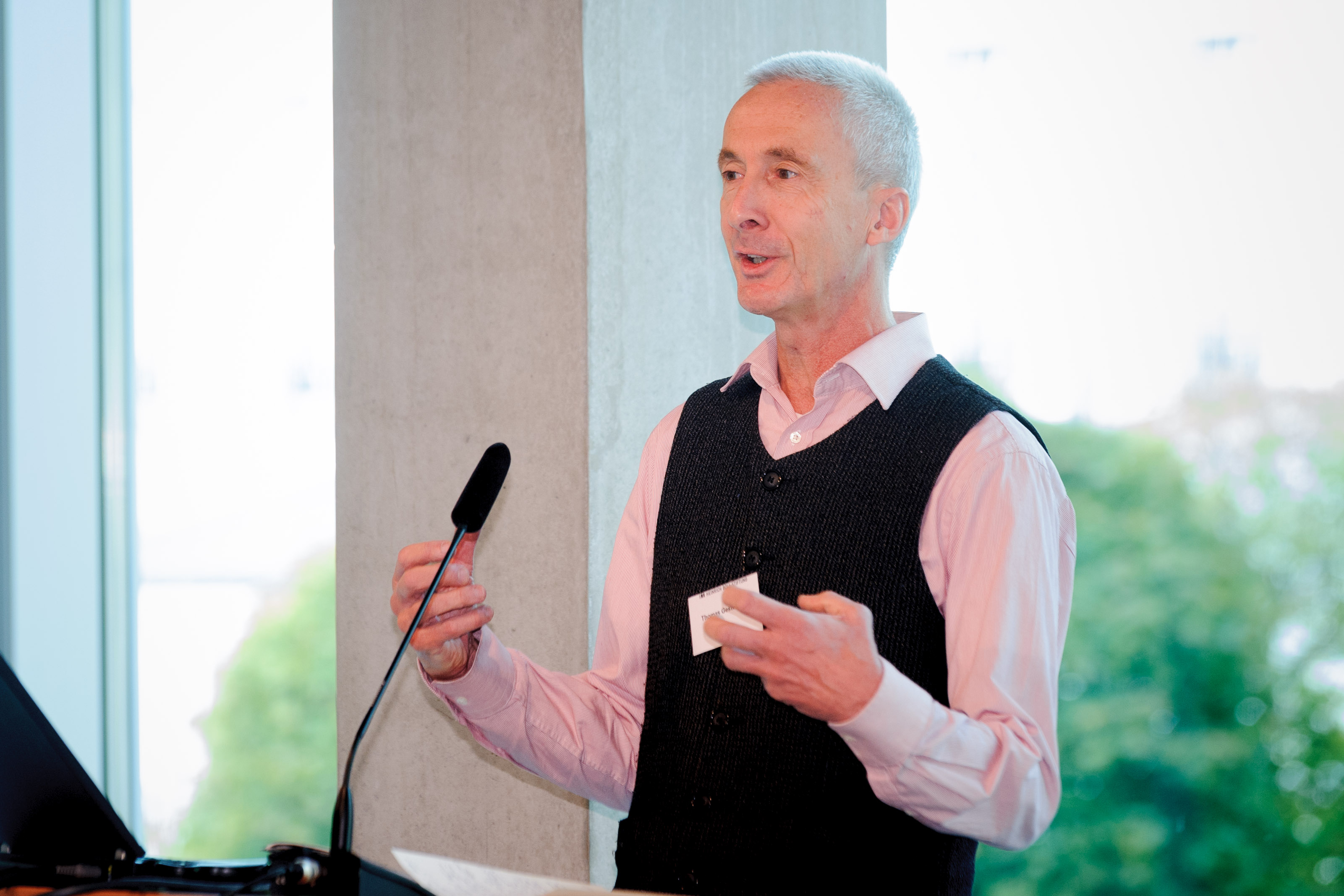
Thomas Gesterkamp (2012)

Thomas Gesterkamp (* 25. November 1957 in Leverkusen) ist ein deutscher Sozial- und Politikwissenschaftler sowie freier Journalist und Autor. Er befasst sich mit Männer- und Väterforschung sowie Geschlechter- und Männerpolitik, seine thematischen Schwerpunkte liegen bei männergeschlechtlichen Rollen und deren Veränderungen in Arbeitswelt und Gesellschaft.

## Leben
Thomas Gesterkamp studierte Soziologie, Pädagogik und Publizistik an der Hamburger Universität und der Westfälischen Wilhelms-Universität in Münster. Von 1984 bis 1986 arbeitete er als Redakteur beim „linksintellektuellen“ Stadtblatt in Münster.
Seit 1986 ist Gesterkamp als freier Journalist und Buchautor tätig. Er ging 1986 nach Köln und war dort Mitbegründer eines Journalistenbüros für selbstständige Journalisten, in dem er bis Anfang 2000 arbeitete. Danach entschied er sich für ein Heimbüro, da er das ökonomische Konzept der Freiberufler-Bürogemeinschaften als überholt ansah, aber auch aus familiären Gründen als Vater einer damals neunjährigen Tochter.
2004 promovierte er in Politikwissenschaften bei Christoph Butterwegge an der Erziehungswissenschaftlichen Fakultät der Universität zu Köln zum Thema Männliche Arbeits- und Lebensstile in der Informationsgesellschaft. Seine Dissertation wurde im gleichen Jahr unter dem Titel Die Krise der Kerle als Buch veröffentlicht, 2007 erschien eine überarbeitete Neuausgabe.
Gesterkamp hatte Lehrtätigkeiten an verschiedenen Hochschulen zu den Themen Arbeitsmarkt, Sozialstaat, Familienpolitik und Gender inne.  Er arbeitet mit beim Männer-Väter-Forum in Köln, beim Forum Männer in Theorie und Praxis der Geschlechterverhältnisse in Berlin und ist Mitbegründer der Expertenvereinigung Väter-Experten-Netz Deutschland. Er veröffentlichte mehrere Bücher und schrieb mehrere Buchbeiträge sowie eine Vielzahl von Beiträgen für Fachzeitschriften, Zeitungen und den Hörfunk. Außerdem ist er als Referent, Dozent und Moderator in der Weiterbildung sowie auf Vortrags- und Diskussionsveranstaltungen im gesamten deutschsprachigen Raum tätig, so zum Beispiel 2007 auf der Fachtagung Geschlechterdialoge des Gunda-Werner-Instituts der Heinrich-Böll-Stiftung und des Forums Männer in Berlin, 2011 auf der Österreichischen Männertagung in Graz und 2012 auf der vom deutschen Bundesfamilienministerium und dem österreichischen Bundesministerium für Arbeit, Soziales und Konsumentenschutz gemeinsam veranstalteten Tagung Männerpolitik. Männerpolitische Beiträge zu einer geschlechtergerechten Gesellschaft in Berlin.
Thomas Gesterkamp hat eine Tochter und lebt mit seiner Familie in Köln.

## Arbeiten und Positionen
Thomas Gesterkamp arbeitet und publiziert vor allem zu den Themen Neue Männer und …Väter, Männerpolitik und Antifeminismus; er wird oft als „Männerforscher“ bezeichnet. In seinem Hauptwerk Krise der Kerle (2004/2007) befasste er sich mit dem männlichen Lebensstil und dem Wandel der Arbeitsgesellschaft, deren Umbrüche er zugleich als Krise der männlichen Identität beschrieb. Arbeit werde umgangssprachlich mit Erwerbsarbeit gleichgesetzt, obwohl meist von Frauen ausgeübte Reproduktionsarbeit und Tätigkeiten wie Fürsorge oder Erziehung auch Arbeit und eine „tragende Säule unserer Gesellschaft“ seien: „Das Normalarbeitsverhältnis der Männer hat immer darauf beruht, dass eine gute Seele im Hintergrund war.“
In seiner Expertise für die Friedrich-Ebert-Stiftung Geschlechterkampf von rechts (2010) ging Gesterkamp der Frage nach, wie sich „Männerrechtler und Familienfundamentalisten (…) gegen das Feindbild Feminismus radikalisieren“. Er untersuchte die deutschen Leitmedien wie den Spiegel und die FAZ sowie Blogs, Foren und Akteure der Männerrechtsbewegung und regte damit die öffentliche Diskussion über einen neuen Antifeminismus in Deutschland und der Schweiz an. Unter anderem widmete ihr Die Zeit unter dem Titel Die Rhetorik der rechten Männer einen ausführlichen Beitrag.
Walter Hollstein und Autoren wie Matthias Franz, die in der Expertise Geschlechterkampf von rechts erwähnt wurden, sowie andere sahen in Gesterkamps Analyse eine unbelegte Diffamierung.
In seinem Vortrag auf der Österreichischen Männertagung (2011) bezweifelte er, dass es eine „Krise der Kerle“ gäbe. Entgegen der Behauptung von Antifeministen und Männerrechtlern, Männeranliegen fänden in der Öffentlichkeit kein Gehör, seien diese in den letzten Jahren dauernd Thema in den Leitmedien gewesen: „Die ständige Klage, Mann werde qua Geschlecht systematisch ausgegrenzt, ist selbst zum Bestandteil eines männlichen Opferdiskurses geworden.“ Gesterkamp plädierte für einen differenzierten Blick im Geschlechterdiskurs: Weiße Mittelschichtsmänner seien meist nicht in der Krise, sondern deklassierte Männer der Unterschicht, die er mit der Formel „Krise der Kerle“ gemeint habe. Ähnlich falsch sei die Pauschalbehauptung „Jungen sind Bildungsverlierer“, was für männliche Schüler aus bürgerlichen Familien in der Regel nicht gelte. Trotz teilweise schlechterer Schulabschlüsse seien die beruflichen Chancen von Jungen laut Studien in den vergangenen Jahren besser gewesen als die von Mädchen. Sein Fazit lautete: „Der Kampf für Gleichstellung und gleichberechtigte politische Strukturen ist ein Kampf gegen hegemoniale Strukturen von Männlichkeit, aber nicht gegen ‚die Männer‘. Und ‚der Feminismus‘ ist bestimmt nicht an allem schuld. Nur gemeinsam und im Dialog mit Frauen können wir etwas verändern.“
In Jenseits von Feminismus und Antifeminismus (2012) fordert Gesterkamp „eine Vertretung männlicher Perspektiven und Interessen, die sich nicht auf einen Appendix von Frauenpolitik und Frauenförderung reduzieren lässt“. In der Praxis der Genderpolitik überwiege ein Denken, das Gender-Fragen mit Frauen-Politik gleichsetze. Eine echte Männerpolitik müsse als eigenständige Vertretung männlicher Interessen und Perspektiven in den Geschlechterdialog eingreifen und könne so einen Beitrag zur Gleichstellungspolitik leisten. Die „gegen Frauen und ihre Institutionen gerichtete Männerrechtsbewegung“ dagegen sei ein Irrweg.

## Trivia
In einer satirischen Reportage von 1984 zur damaligen Vereidigung des Münsteraner Oberbürgermeisters Jörg Twenhöven bezeichnete Gesterkamp ein Holzkreuz im Rathaus als „christlichen Fetisch“. Damit löste er eine Diskussion um den kommunalpolitischen Einfluss der katholischen Kirche in Münster und die Grenzen der Pressefreiheit aus.

## Veröffentlichungen (Auswahl)
Bücher
- Jenseits von Feminismus und Antifeminismus. Plädoyer für eine eigenständige Männerpolitik, Springer VS 2014 (=essentials), ISBN 978-3-658-04363-6
- zusammen mit Dieter Schnack: Hauptsache Arbeit. Männer zwischen Beruf und Familie. Rowohlt Verlag, Reinbek 1996, ISBN 3-498-06305-7; Taschenbuchausgabe: 1998, ISBN 3-499-60429-9.[29]
- Gutesleben.de. Die neue Balance zwischen Arbeit und Liebe. Klett-Cotta, Stuttgart 2002, ISBN 3-608-94024-3 (Lesetipp in der Zeit).
- Die Krise der Kerle. Männlicher Lebensstil und der Wandel der Arbeitsgesellschaft (= ZASS, Zukunft der Arbeit und der Sozialen Sicherung. Schriftenreihe der Stiftung der KAB Deutschlands, Band 2). Lit Verlag, Münster u. a. 2004, ISBN 3-8258-8092-3 (zugleich Dissertation, Universität Köln 2004); überarbeitete Neuauflage: 2007, ISBN 978-3-8258-8092-7.
- Die neuen Väter zwischen Kind und Karriere. So kann die Balance gelingen (= Herder-Spektrum, Band 5752). Verlag Herder, Freiburg im Breisgau u. a. 2007, ISBN 978-3-451-05752-6; 2., überarbeitete und aktualisierte Auflage, unter dem Titel: Die neuen Väter zwischen Kind und Karriere. Verlag Barbara Budrich, Opladen u. a. 2010, ISBN 978-3-86649-291-2 (Rezension von Bernd Hüttner[30]).

Buchbeiträge
- Die Krise der Kerle. Über die schleichende Entwertung traditioneller Männlichkeit in Arbeitswelt und Privatleben. In: Richard Rohr, Thomas Gesterkamp, Wassilios F. Fthenakis, Albrecht Mahr, Günther Nenning u. a.: Vater, Sohn und Männlichkeit. Herausgegeben von: Markus Hofer. Tyrolia Verlag, Innsbruck u. a. 2001, ISBN 3-7022-2365-7, S. 39–57 (Kongressdokument); 2. Auflage: 2001; überarbeitete Neuausgabe und zugleich Taschenbuchausgabe: Richard Rohr, Wassilios E. Fthenakis u. a.: Vater, Sohn und Männlichkeit. Wie der Mann zum Mann wird (= Topos-Taschenbücher, Band 661). Hrsg. von: Markus Hofer. Tyrolia Verlag, Innsbruck 2008, ISBN 978-3-8367-0661-2, S. 19–40; 2. Auflage der (überarbeiteten) Taschenbuchausgabe: Verlagsgemeinschaft Topos plus, Kevelar 2011, ISBN 978-3-8367-0661-2, S. 19–40.
- Väter zwischen Laptop und Wickeltisch. In: Tanja Mühling, Harald Rost (Hrsg.): Väter im Blickpunkt. Perspektiven der Familienforschung, Verlag Barbara Budrich, Opladen u. a. 2007, ISBN 978-3-86649-123-6, S. 97–114.[31]
- Krise der Jungen, Krise der Kerle? In: Gabriele Cwik (Hrsg.): Jungen besser fördern. Denkanstöße, Praxisideen für die Klassen 1 bis 4 (= Lehrer-Bücherei. Grundschule). Cornelsen Verlag, Berlin 2009, ISBN 978-3-589-05144-1, S. 10–19.
- Online gegen die »lila Pudel« – Männerrechtler gegen Feminismus. In: Rosa-Luxemburg-Stiftung, Robert Claus u. a. (Hrsg.): „Was ein rechter Mann ist …“ Männlichkeiten im Rechtsextremismus (= Rosa-Luxemburg-Stiftung. Texte, Band 68). Karl Dietz Verlag Berlin, Berlin 2010, ISBN 978-3-320-02241-9, S. 221–225.
- Die ›Männerbewegung‹ zwischen Geschlechterdialog und Antifeminismus. In: Andreas Kemper (Hrsg.): Die Maskulisten. Organisierter Antifeminismus im deutschsprachigen Raum. Unrast Verlag, Münster 2012, ISBN 978-3-89771-523-3, S. 12–17.
- Jenseits von Feminismus und Antifeminismus. Plädoyer für eine eigenständige Männerpolitik. In: Markus Theunert (Hrsg.): Männerpolitik. Was Jungen, Männer und Väter stark macht. Springer VS, Wiesbaden 2012, ISBN 978-3-531-18419-7, S. 59–78.

Expertisen
- Geschlechterkampf von rechts. Wie Männerrechtler und Familienfundamentalisten sich gegen das Feindbild Feminismus radikalisieren. Expertise der Friedrich-Ebert-Stiftung (= Wiso-Diskurs). Hrsg.: Friedrich-Ebert-Stiftung, Abteilung Wirtschafts- und Sozialpolitik, Arbeitsbereich Frauen- und Geschlechterforschung. Friedrich-Ebert-Stiftung, Bonn 2010, ISBN 978-3-86872-270-3 (online; PDF, 185 kB).
- Argumente zum Thema Männerbenachteiligung. In: Friedrich-Ebert-Stiftung, Abteilung Wirtschafts- und Sozialpolitik, Arbeitsbereich Frauen- und Geschlechterforschung; Melanie Ebenfeld, Manfred Köhnen (Hrsg.): Gleichstellungspolitik kontrovers. Expertise im Auftrag der Abteilung Wirtschafts- und Sozialpolitik der Friedrich-Ebert-Stiftung (= Wiso-Diskurs). Friedrich-Ebert-Stiftung, Bonn 2011, ISBN 978-3-86872-643-5, S. 18–22 (online; PDF, 440 kB).

Fachartikel
- Betriebliche und politische Hindernisse engagierter Vaterschaft. In: Zeitschrift für Familienforschung, 17. Jahrgang, Nr. 1, 2005, S. 66–75 (online; PDF 49 kB).
- Vielfalt der Geschlechterrollen. In: Bundeszentrale für politische Bildung (Hrsg.): Aus Politik und Zeitgeschichte (APuZ), Nr. 41/2009 (online).
- Zwischen Krise und Neuerfindung. Der Richtungsdiskurs in der »Männerbewegung«. In: Frankfurter Hefte, Nr. 1/2, 2011, S. 33–36 (online (Memento vom 7. Dezember 2012 im Internet Archive); PDF, 193 kB).
- Für Männer, aber nicht gegen Frauen – Essay. In: Bundeszentrale für politische Bildung (Hrsg.): Aus Politik und Zeitgeschichte (APuZ), Nr. 40/2012 (online).

Vorträge (Auswahl)
- Mann braucht Förderung. In: Männerpolitik(en). Dokumentation einer Fachtagung des Forum Männer und der Heinrich-Böll-Stiftung, Juni/Juli 2006, S. 19–20 (PDF; 264 kB (Memento vom 7. Dezember 2012 im Internet Archive)).
- Der Mann – sozial und sexuell ein Idiot? Ein Plädoyer für den Geschlechterdialog. Vortrag beim Geschlechterdialog des Forum Männer und des Gunda-Werner-Instituts, Dezember 2007 (PDF; 84 kB (Memento vom 21. September 2013 im Internet Archive)).
- Alles im Lot? Die schwierige Vereinbarkeit von Privatleben und Beruf – Was Personalchefs und Betriebsräte tun können. Vortrag auf der Tagung Sozialpolitische Antworten auf den demografischen Wandel im Bildungszentrum Oberjosbach (BZO), 24. März 2010 (PDF; 67kb).
- Gleichheit als umkämpftes Terrain? Wie antifeministische Männerrechtler emanzipatorische Begriffe umdeuten. Vortrag Ruhr-Universität Bochum, 25. Juni 2010 (PDF; 100 kB (Memento vom 19. September 2013 im Internet Archive)).
- Hauptsache Arbeit – was geht? Vortrag im Rahmen der Konferenz Praxis der Jugendarbeit 11 beim Landschaftsverband Rheinland, Köln, 25. November 2010 (PDF; 50kb).

Sendungen im Deutschlandfunk – Hintergrund
- Firma mit Familiensinn – Familienfreundliche Betriebe sind Mangelware vom 21. Oktober 2004
- Produktiv bis ins hohe Alter – Der demografischen Wandel stellt neue Anforderungen an ältere Arbeitnehmer vom 24. Februar 2005
- Kind, Küche und Karriere – Männer suchen ihre neue Rolle vom 16. März 2009
- Samenspende – Familienglück aus dem Reagenzglas vom 2. Februar 2014